# Utenzi
L’utenzi ou utendi est une forme de poésie épique en swahili (utendi signifiant « action » ou « haut fait » en swahili). L’Utendi wa Tambuka, l’Utenzi wa Shukaka et l’Utenzi wa vita vya Uhud (le récit épique de la bataille de Uhud) figurent parmi les exemples les plus connus. La récitation d'utenzi est courante lors de mariages ou d'autres fêtes et cérémonies ; un narrateur spécialisé est souvent invité à cette fin.
Un utenzi consiste en strophes de quatre vers, dont chacun a huit syllabes. Les dernières syllabes des trois premiers vers de chaque strophe riment, de même que les derniers vers de chaque strophe. La première strophe de l’Utenzi wa Tambuka est :

« Bisimillahi kutubu
yina la Mola Wahhabu
Arraḥamani eribu
na Arraḥimu ukyowa. »

— Utenzi wa Tambuka